# 1-я Туркестанская казачья дивизия
1-я Туркестанская казачья дивизия — кавалерийское соединение в составе российской императорской армии
Штаб дивизии: Самарканд. Входила в 1-й Туркестанский армейский корпус.

## История дивизии

### Формирование
Сформирована в 1901 году. По другим данным в 1900-м году.

### Боевые действия
Отличилась в ходе Второй Праснышской операции в феврале 1915 г.

## Состав дивизии
- 1-я бригада (1903: Самарканд)
  - 2-й Уральский казачий полк
  - 4-й Исетско-Ставропольский Оренбургский казачий полк
- 2-я бригада (1903: Новый Маргелан)
  - 5-й Оренбургский казачий атамана Могутова полк
  - 6-й Оренбургский казачий атамана Углецкого полк
  - 1-й Семиреченский казачий генерала Колпаковского полк[4]
- 2-я Оренбургская казачья артиллерийская батарея (1894—1899: Самарканд, 1900—1910: Термез, 1914: Керки[5])
- Туркестанская конно-горная батарея (Самарканд)

## Командование дивизии

### Начальники дивизии
- 14.09.1900-05.07.1906 — генерал-майор (с 06.12.1900 генерал-лейтенант) Шпицберг, Евграф Владимирович
- 01.08.1906-18.07.1913[6] — генерал-лейтенант Греков, Владимир Павлович
- 02.08.1913-1916 — генерал-майор (с 1916 генерал-лейтенант) Фидаров, Афако Пациевич
- 09.09.1916-22.03.1917 — генерал-майор (с 26.09.1916 генерал-лейтенант) Некрашевич, Георгий Михайлович

### Начальники штаба дивизии
- 20.09.1900-22.11.1904 — подполковник (с 01.04.1901 полковник) Соколов, Владимир Иванович
- 11.12.1904-20.03.1905 — и. д. подполковник Ливенцев, Николай Денисович
- 24.03.1905-09.06.1906 — подполковник (с 06.12.1905 полковник) Дубинин, Роман Иванович
- 09.06.1906-23.07.1913 — подполковник (с 06.12.1907 полковник) Готшалк, Николай Ильич
- 23.07.1913-18.07.1914 — полковник Ахвердов, Иван Васильевич
- 18.07.1914-02.12.1914 — полковник Ревишин, Александр Петрович

### Командиры 1-й бригады
- 14.09.1900-13.10.1904 — генерал-майор Мелянин, Алексей Селиверстович
- 30.04.1905-22.09.1905 — генерал-майор Щербаков, Пётр Сергеевич
- 17.11.1905-30.01.1906 — генерал-майор Кочуров, Шейх-Иль-Ислам Абдул Вагапович
- 30.01.1906-09.11.1908 — генерал-майор Наумов, Александр Дмитриевич
- 19.11.1908-10.03.1910 — генерал-майор Агапов, Пётр Осипович
- 09.03.1910-18.02.1914 — генерал-майор Бендерев, Анастас Фёдорович
- 16.03.1914 — генерал-майор Логинов, Александр Матвеевич

### Командиры 2-й бригады
- 14.09.1900-30.04.1905 — генерал-майор Щербаков, Пётр Сергеевич
- 30.04.1905-30.01.1906 — генерал-майор Наумов, Александр Дмитриевич
- 30.01.1906-04.05.1910 — генерал-майор Кочуров, Шейх-Иль-Ислам Абдул Вагапович[7]
- 02.06.1910-22.06.1912 — генерал-майор Николаев, Андрей Михайлович
- 16.07.1912-16.03.1914 — генерал-майор Логинов, Александр Матвеевич
- 16.03.1914-02.08.1914 — генерал-майор Перфильев, Михаил Аполлонович
- 29.06.1917 — полковник Бобров, Константин Васильевич

### Командиры 2-й Оренбургской казачьей артиллерийской батареи
- 17.12.1879-12.08.1893 — полковник Черкапсов, Фёдор Семёнович
- 15.10.1893-22.03.1900 — войсковой старшина Епанешников, Иван Николаевич
- 06.04.1900-25.09.1902 — войсковой старшина Суров, Гавриил Николаевич
- 28.12.1902-01.07.1910 — войсковой старшина Бобров, Константин Васильевич
- 15.08.1910-13.08.1912 — войсковой старшина Ончоков, Александр Николаевич
- 24.08.1912-24.11.1914 — войсковой старшина Шишелов, Пётр Андреевич
- 12.12.1914 — войсковой старшина Лебедев, Порфирий Александрович

### Командиры Туркестанской конно-горной батареи
- 11.09.1884-04.11.1888 — подполковник Слезкин, Алексей Михайлович
- 04.11.1888-хх.хх.хххх — подполковник Демьянович
- хх.хх.хххх-07.07.1897 — подполковник Н. Г. Гриббе
- 02.08.1897-30.07.1904 — подполковник Сулоцкий, Николай Александрович
- 13.09.1904-15.08.1907 — подполковник Кутитонский, Григорий Игнатьевич
- 11.09.1907-18.06.1908 — подполковник Благовещенский, Леонид Яковлевич
- 18.06.1908-31.08.1910 — подполковник Кивекэс, Карл-Эдуард Карлович
- 31.08.1910-28.05.1916 — подполковник (с 29.08.1914 полковник) Богалдин, Александр Петрович